# Filodrillia ordinata
Filodrillia ordinata é uma espécie de gastrópode do gênero Filodrillia, pertencente à família Borsoniidae.